# Савчине (Брянська область)
Савчине (рос. Савчино) — присілок в Дятьковському районі Брянської області Російської Федерації.
Населення становить 11 осіб. Входить до складу муніципального утворення Бытошське міське поселення.

## Історія
Від 2005 року входить до складу муніципального утворення Бытошське міське поселення.

## Населення
| 2010 | 2013 |
| ---- | ---- |
| 5    | ↗11  |